# 合奏

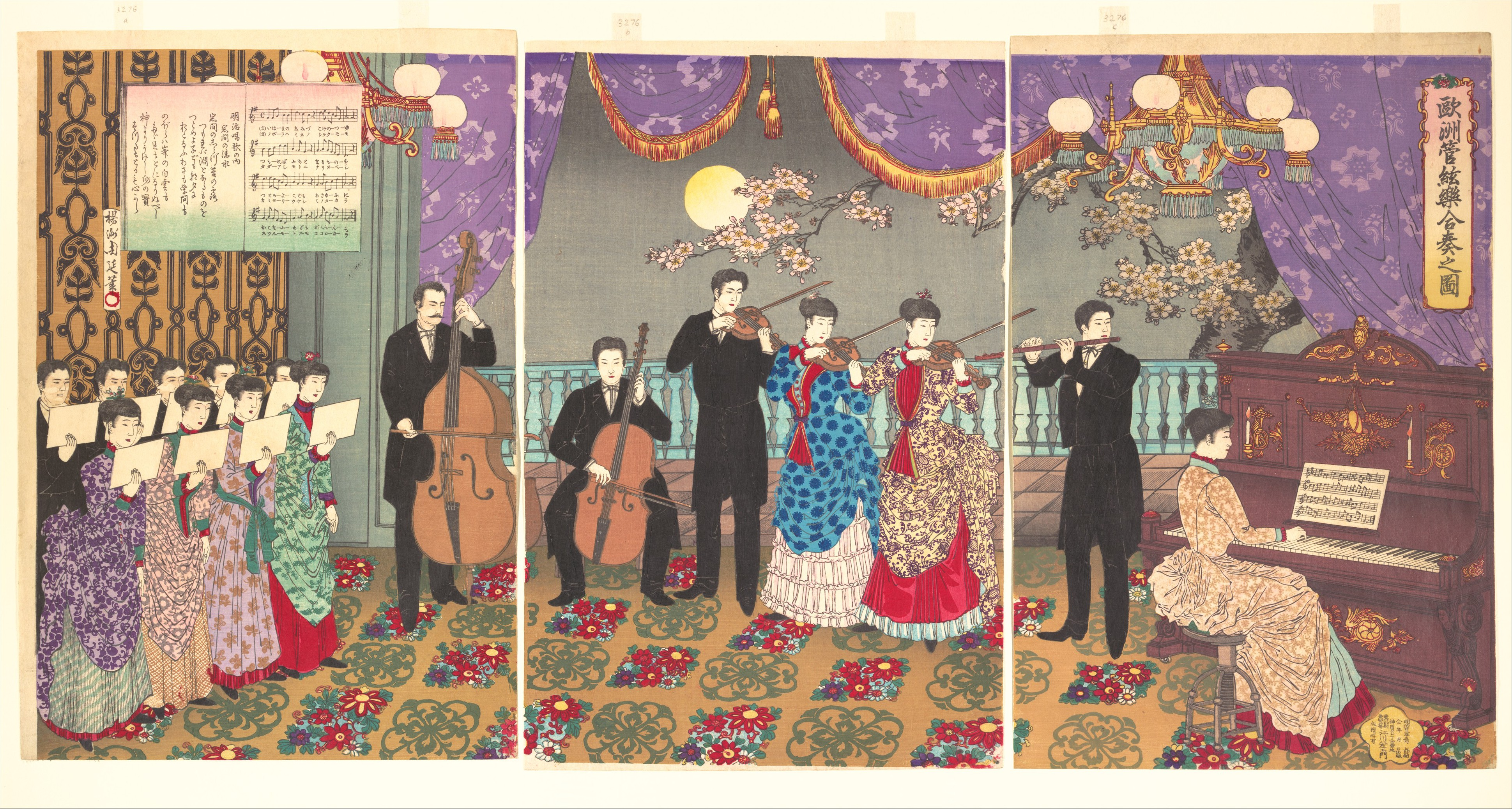
楊洲周延「欧州管絃楽合奏之図」（1889年）

合奏（がっそう）とは、複数人が同時に演奏を行うことで、アンサンブルの中の一形態。また、合唱の対語でもある。

## 区分
複数の人が同時に演奏を行うことをアンサンブルというが、アンサンブルはさらに重奏と合奏とに分けることが出来る。
重奏
各パートが一人ずつの場合。弦楽四重奏や、木管五重奏など。詳細は重奏を参照。
合奏
演奏者の中の少なくとも二人が同じ演奏を行っている場合。
吹奏楽・オーケストラの部活・楽団で、参加者みんなで演奏をする場合には合奏と言われる。
※なお、一人で演奏することを独奏という（実際の演奏では伴奏をする人がいる場合もあるので、演奏者数は一人とは限らない）。

## 合奏の形態
- オーケストラ
- ブラスバンド
- 吹奏楽
- 弦楽合奏
- チェロアンサンブル
- マンドリンオーケストラ
- ギターアンサンブル
- 管絃 (雅楽)
- 能楽囃子
- 三曲合奏
- その他